# اسلام در فیجی

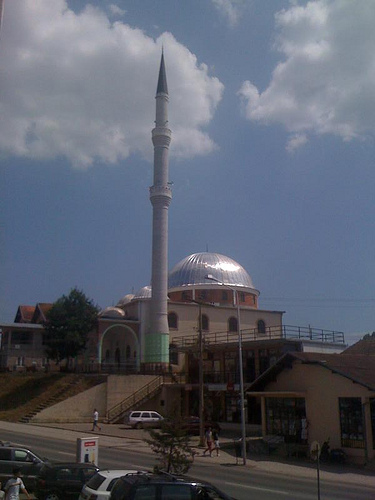
مسجد در فیجی

مسلمانان فیجی با شمار ۶۲٫۵۳۴ نفر تقریباً ۷٪ جمعیت کشور را تشکیل می‌دهند. جامعهٔ مسلمین فیجی از مردمانی با اصلیت هندی تشکیل شده و اینان نوادگان کارگرانی هستند که فرمانروایان استعمارگر بریتانیایی طی قرن ۱۹ میلادی به جزایر فیجی آوردند. البته اکثریت همین مردمان هندی-فیجیایی پیرو آیین هندویند و تنها حدوداً ۱۶ درصد ایشان مسلمانند. همچنین تصور می‌شود چند صد مسلمان فیجیایی بومی نیز وجود داشته باشند فی‌المثل سیاستمدار شهیری به نام آپیسای تورا. اما آمار دقیقی در این باره در دست نیست.
۵۹٫۷٪ مسلمانان فیجی سنی و حنفی‌مذهب‌اند، ۳۶٫۷٪ ایشان نامعین، و ۳٫۶٪ درصدشان پیرو احمدیه. پیروان احمدیه مسجد فضل عمر در سامابولا را می‌گردانند که بزرگترین مسجد در پاسیفیک جنوبی است.